# 57 Dywizja Piechoty (III Rzesza)

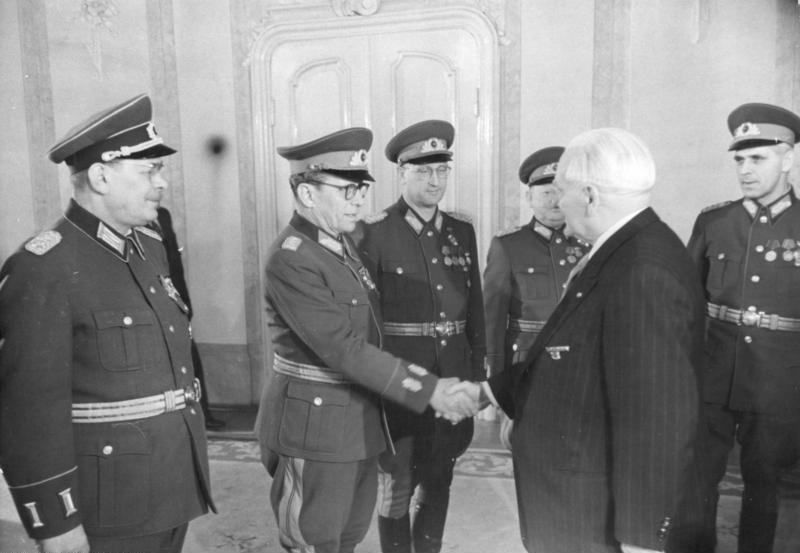
gen. Vinzenz Müller (drugi z lewej), dowódca dywizji w 1943 roku.(foto. z 1957).

57 Dywizja Piechoty (niem. 57. Infanterie-Division) – niemiecka dywizja, brała udział w agresji na Polskę i Francję oraz ataku na Związek Radziecki.
Sformowana na mocy rozkazu z 26 sierpnia 1939, w 2. fali mobilizacyjnej przez Infanterie – Kommandeur 7 w Landshut w VII Okręgu Wojskowym. W 1942 r. Polacy i Czesi stanowili 30% żołnierzy dywizji. Uczestnicząc w ataku na Związek Radziecki, została rozbita w rejonie Achtyrki przez 3 Gwardyjski Korpus Zmechanizowany.

## Dowódcy dywizji
- gen. mjr Oskar Blümm 26 VIII 1939 – 26 IX 1941
- gen. Anton Dostler 26 IX 1941 – 10 IV 1942
- gen. por. Oskar Blümm 10 IV 1942 – 10 X 1942
- gen. Friedrich Siebert 10 X 1942 – 20 II 1943
- gen. mjr Otto Fretter – Pico 20 II 1943 – 1 IX 1943
- gen. por. Vinzenz Müller 1 IX 1943 – 19 IX 1943
- gen. mjr Adolf Trowitz 19 IX 1943 – 7 VII 1944

## Struktura organizacyjna
Skład w sierpniu 1939
179, 199 i 217 pułk piechoty, 157 pułk artylerii, 157 batalion pionierów, 157 oddział rozpoznawczy, 157 oddział przeciwpancerny, 157 oddział łączności, 157 polowy batalion zapasowy;
Skład w kwietniu 1944
179, 199 i 217 pułk piechoty, 157 pułk artylerii, 157 batalion pionierów, 157 batalion fizylierów, 157 oddział przeciwpancerny, 157 oddział łączności, 157 polowy batalion zapasowy;